# المتحف العسكري لخط مارث
المتحف العسكري لخط مارث هو متحف تونسي يجسد التاريخ العسكري لخط مارث.
يقع على بعد حوالي 30 كيلومترا جنوب ڨابس، على الطريق الوطنية رقم 1، بين مارث ومدنين، على تلة تطل على واد زيغزاو.
تم بناء المتحف بالقرب من عديد الملاجئ تستخدم كنقاط دعم ومراكز قيادة ونقل ومدافع مضادة للدبابات وبندقيتين 40 مم يتم عرضهم خارج المتحف.
في الداخل يتم عرض أزياء حربية، وشارات وأسلحة من مختلف القوات الفرنسية والبريطانية والألمانية والإيطالية الذين تنافسوا في مارث.
و يوجد خرائط تاريخية حربية، فضلا عن الصور التي توضح معركة مارث بما في ذلك إرفين رومل وجنوده.

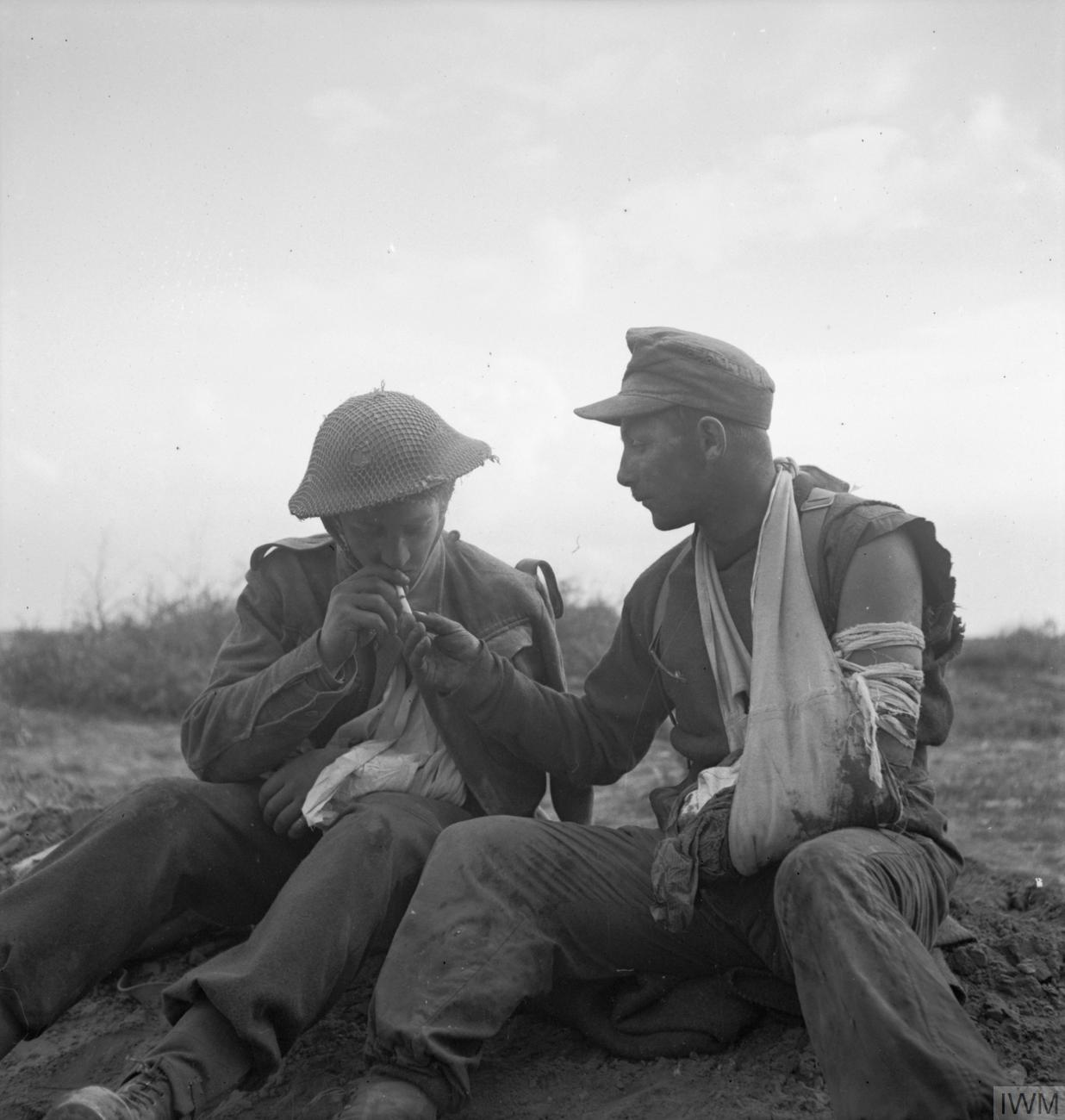
جندي بريطاني مصاب يشترك في سيجارة مع أَسير ألماني جريح على خط مارث ، أثناء معركة مارث ، 22-24 مارس 1943

## مقالات ذات صلة
- قصر الوردة
- حملة تونس